# فولفغانغ بيتر جيلر
فولفغانغ بيتر جيلر (بالألمانية: Wolfgang Peter Geller)‏ (و. 1945  م) هو مصور، ورائد أعمال، ومحامي ألماني، ولد في هامبورغ.

## جوائز
حصل على جوائز منها:

صورة العام الصحفية العالمية (1971)